# Francis Severeyns
Francis Severeyns (Westmalle, 8 gennaio 1968) è un ex calciatore belga, di ruolo attaccante.

## Carriera

### Club
Promessa delle giovanili di Anversa, Severeyns fa il suo esordio in prima squadra a soli diciott'anni, tre stagioni dopo si laurea capocannoniere del campionato belga, sempre con la maglia dell'Anversa, nel 1987-1988, con 24 reti.
Nell'estate del 1988 viene ingaggiato quindi dal Pisa di Romeo Anconetani: segna otto gol nella prima amichevole pre-campionato, si conferma in Coppa Italia con 5 reti che portano i nerazzurri fino alla semifinale, in campionato non riesce mai a segnare e a fine stagione, complice la retrocessione del Pisa, viene ceduto al Malines, dove resta fino al 1992.
Successivamente torna all'Anversa, con cui raggiunge la finale di Coppa delle Coppe 1992-93 dove segna il momentaneo pareggio contro il Parma poi vincitore; vi resta fino al 1997, prima di essere girato in prestito al Tirol, al Germinal Ekeren, al Beershot e al Westerlo.
Dal 2002 al 2007 gioca nei dilettanti con il Cappellen, della terza divisione belga. A 41 anni firma un nuovo contratto con il KFC Sint-Lenaarts, sempre nella terza divisione dilettanti, dove chiude la sua carriera l'anno successivo.

### Nazionale
Nella sua carriera ha giocato con la Nazionale per 7 volte tra il 1988 e il 1993, mettendo a segno una rete in amichevole contro l'Ungheria.

## Statistiche

### Cronologia presenze e reti in nazionale
| Cronologia completa delle presenze e delle reti in nazionale ― Belgio | Cronologia completa delle presenze e delle reti in nazionale ― Belgio | Cronologia completa delle presenze e delle reti in nazionale ― Belgio | Cronologia completa delle presenze e delle reti in nazionale ― Belgio | Cronologia completa delle presenze e delle reti in nazionale ― Belgio | Cronologia completa delle presenze e delle reti in nazionale ― Belgio | Cronologia completa delle presenze e delle reti in nazionale ― Belgio | Cronologia completa delle presenze e delle reti in nazionale ― Belgio |
| Data                                                                  | Città                                                                 | In casa                                                               | Risultato                                                             | Ospiti                                                                | Competizione                                                          | Reti                                                                  | Note                                                                  |
| --------------------------------------------------------------------- | --------------------------------------------------------------------- | --------------------------------------------------------------------- | --------------------------------------------------------------------- | --------------------------------------------------------------------- | --------------------------------------------------------------------- | --------------------------------------------------------------------- | --------------------------------------------------------------------- |
| 19-1-1988                                                             | Ramat Gan                                                             | Israele                                                               | 2 – 3                                                                 | Belgio                                                                | Amichevole                                                            | -                                                                     | 63’                                                                   |
| 26-3-1988                                                             | Bruxelles                                                             | Belgio                                                                | 3 – 0                                                                 | Ungheria                                                              | Amichevole                                                            | 1                                                                     | 65’                                                                   |
| 12-10-1988                                                            | Anversa                                                               | Belgio                                                                | 1 – 2                                                                 | Brasile                                                               | Amichevole                                                            | -                                                                     |                                                                       |
| 19-10-1988                                                            | Bruxelles                                                             | Belgio                                                                | 1 – 0                                                                 | Svizzera                                                              | Amichevole                                                            | -                                                                     | 76’                                                                   |
| 9-10-1991                                                             | Székesfehérvár                                                        | Ungheria                                                              | 0 – 2                                                                 | Belgio                                                                | Amichevole                                                            | -                                                                     | 77’                                                                   |
| 26-2-1992                                                             | Tunisi                                                                | Tunisia                                                               | 2 – 1                                                                 | Belgio                                                                | Amichevole                                                            | -                                                                     | 46’                                                                   |
| 31-3-1993                                                             | Cardiff                                                               | Galles                                                                | 2 – 0                                                                 | Belgio                                                                | Qual. Mondiali 1994                                                   | -                                                                     | 66’                                                                   |
| Totale                                                                |                                                                       | Presenze                                                              | 7                                                                     |                                                                       | Reti                                                                  | 1                                                                     |                                                                       |

## Palmarès

### Club

#### Competizioni nazionali
- Coppa del Belgio: 1

Anversa: 1991-1992

#### Individuale
- Capocannoniere della Supercoppa Mitropa: 1

1989 (1 gol) a pari merito con Petr Škarabela, Karel Kula, Radim Nečas, Davide Lucarelli, Giuseppe Incocciati, Radek Basta